# Paulus Sutorius & Co

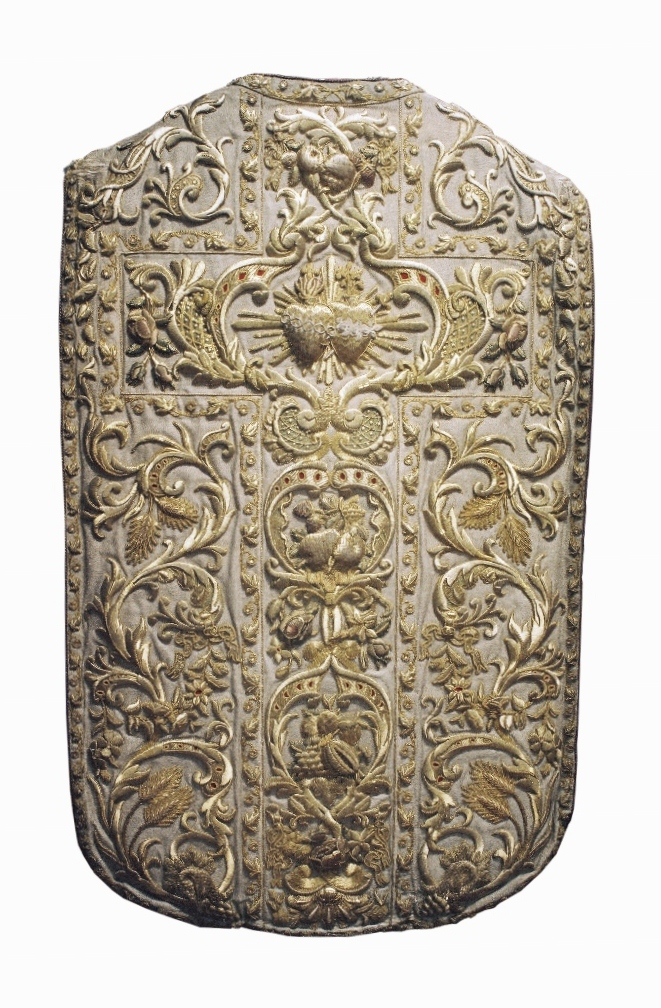
Kazuifel van Paulus Sutorius & Co uit 1858, geleverd voor de Krijtberg te Amsterdam, nu in Museum Amstelkring.

Paulus Sutorius & Co was een atelier voor goud-, zilver- en zijdeborduurwerk en een handel in kerkornamenten, gevestigd in Amsterdam van circa 1850 tot circa 1905.

## Familiegeschiedenis
Johannes Wilhelmus Sutorius (1773-1834) vestigde zich met zijn gezin in 1802 vanuit het Nederrijnse Büderich in de textielstad Helmond waar hij actief werd als ‘tenturier’, textielverver. Hij ontwikkelde zich tot textieldrukker en later tot eigenaar van een katoenbleek, -druk en -ververij. De oudste zoon Petrus Antonius Sutorius (1804-1886) zette dit bedrijf voort. Hij ging in 1843 een vennootschap aan met Pieter Fentener van Vlissingen. Na het overlijden van de laatste werd deze vennootschap al in 1846 ontbonden waarna de Helmondse tak van de familie Fentener van Vlissingen de katoendrukkerij voortzette onder de naam P. F. van Vlissingen & Cie (later Vlisco). P.A. Sutorius ging met een nieuwe vennoot verder met de vervaardiging van Oost-Indische batiks in Weesp, in 1851 deed hij poging om hiervoor een maatschappij met aandeelhouders op te richten. Dit liep uit op een mislukking, waarbij de aandeelhouders en de directeur veel geld verloren. Hij vertrok al snel naar Aalst.

## Oprichting
Zijn broer Paulus Sutorius (1807-1871) dreef tot 1850 een handel annex winkel in Helmond. In dat jaar vertrok hij naar Amsterdam, waar hij een eigen manufactuurververij oprichtte. Binnen een half jaar ging hij een vennootschap aan met Johannes Gerardus Huysman onder de naam Paulus Sutorius & Co. De onderneming verkocht alle soorten kerkornamenten en fabriceerde gouden, zilveren en zijden borduurwerken. In 1853 werd de samenwerking ontbonden en ging Sutorius onder de oude firmanaam verder in associatie met Joannes Franciscus van de Velde. Huysman ging in 1856 een nieuwe vennootschap aan met W.A. van Gennip, de enige andere fabrikant van kerktextiel in Amsterdam. Voor de fa P Sutorius & Co. liepen de zaken voorspoedig en in 1859 verhuisde het bedrijf naar een ruimer pand aan de Nieuwezijds Voorburgwal.

## Opheffing/verplaatsing atelier
Paulus Sutorius keerde in 1861, waarschijnlijk vanwege gezondheidsredenen, terug naar Helmond. De vennootschap met Van de Velde werd ontbonden, Sutorius ging ook in Helmond verder onder de oude firmanaam: naast een winkel dreef hij ook hier een goudborduurderij en modemakerij. De zaak te Amsterdam bleef ondertussen bestaan onder leiding van de zoon Petrus Wilhelmus Sutorius (1837-1918). Het lijkt erop dat hier alleen nog maar werd verhandeld, niet gefabriceerd. Na het overlijden van Paulus zette Petrus Wilhelmus de handelsactiviteiten in Amsterdam voort; hij associeerde zich per 1872 met de weduwe Smits en zette de manufacturengroothandel  onder de bestaande firma Smits & Mertens voort. De leden van de familie worden aangeduid als commissionair of koopman in manufacturen. Het bedrijf leverde in ieder geval tot 1905, daarna verdwijnt de naam uit de adresboeken.

## Productie
In de korte tijd dat Paulus Sutorius in Amsterdam werkzaam was, werd er veel en kwalitatief goed kerktextiel vervaardigd. Slechts een enkel stuk heeft de tijd overleefd. Het vierstel dat in 1858 door mevrouw Hendricks aan pater Andreas Consen van de Krijtberg geschonken, ter gelegenheid van zijn 25-jarig priesterschap, behoort tot "zeker een der kostbaarste stukken" uit die tijd. De stukken zijn gemaakt van zilverlaken, geheel bedekt met hoogliggend goudborduursel. De decoratie bestaat uit ranken met korenaren, waartussen bloem- en fruitcomposities en motieven als de harten van Christus en Maria. De vakkundigheid van het borduurwerk is voor Nederland onvergelijkbaar. Volgens de overlevering kostte het stel het gigantische bedrag van 25.000 gulden. Alleen al aan goud en zilver is er een kapitaal in verwerkt en dan praten we nog niet over de grote hoeveelheid werk die er in is gestoken. Dergelijk werk vraagt om borduurwerkers met een jarenlange ervaring.
Van ander Amsterdams werk beschikken wij alleen over beschrijvingen. Op de Tentoonstelling van Provinciale Nijverheid en Kunst te Amsterdam van 1859 oogstte Sutorius bijvoorbeeld grote lof met geborduurde kazuifels - "uitnemend fraai" - en met zijn vaandel voor De Nederlandsche Drukpers en met zijn kazuifels: "Deze inzender toont dat hij den tak van nijverheid, welken hij uitoefent op eene hoogte heeft gebragt, welke gelijk staat met die van het buitenland".

## Adressen van vestiging
- 1850: Kloveniersburgwal bij de Slijkstraat, Amsterdam
- 1853 Singel bij Utrechtsche Veer
- 1859: N.Z. Voorburgwal bij de Nieuwstraat, Amsterdam
- 1870: Damrak bij den Dam, Amsterdam (G. en J.J. Sutorius), Warmoesstraat bij de Pijlsteeg, Amsterdam (P.W. Sutorius)
- 1877: N.Z. Voorburgwal bij de Kolkstraat, Amsterdam
- 1905: Keizersgracht 109, Amsterdam